# Britt Bohlin

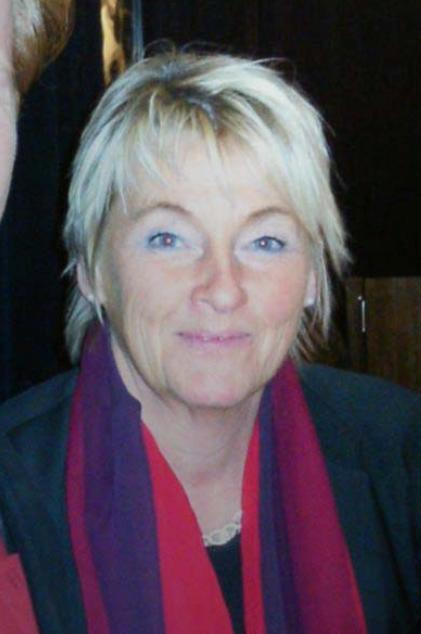
Britt Bohlin, 2014

Britt Eva Irene Bohlin (* 10. Februar 1956 in Teåker, Schweden als Britt Eva Irene Johannesson) ist eine schwedische Politikerin (Sveriges socialdemokratiska arbetareparti).
Bohlin war 1982 Ersatzmitglied und von 1988 bis 2008 Mitglied des schwedischen Reichstags. Dort gehörte sie dem Verteidigungsausschuss und dem Auswärtigen Ausschuss an. Von 2001 bis 2008 war sie Fraktionsvorsitzende der Sozialdemokraten.
Nach dem Ende ihrer Amtszeit war sie von 2008 bis 2014 Landshövding von Jämtlands län. Seit 2014 ist sie Generalsekretärin des Nordischen Rats.